# Alex Castro
Alex Castro (nacido el 27 de septiembre de 1985 en Marilao, Bulacan), es un actor y cantante filipino, estuvo trabajando bajo contrato con la Red televisiva GMA, sin embargo, más adelante se trasladó a la red rival de ABS-CBN.

## En ¿Eres la próxima gran estrella?

### Actuaciones y resultados
| Obra # | Canción                                                      | Artista original               | Orden # | Resultado |
| ------ | ------------------------------------------------------------ | ------------------------------ | ------- | --------- |
| Top 16 | "This Love"                                                  | Maroon 5                       | 15      | Safe      |
| Top 14 | "Sabihin Mo Na"                                              | Top Suzara                     | 8       | Safe      |
| Top 12 | "Panakip Butas"                                              | Hajji Alejandro                | 11      | Safe      |
| Top 10 | "You Are Not Alone"                                          | Michael Jackson                | 2       | Safe      |
| Top 8  | "Nandito Ako"                                                | Ogie Alcasid                   | 3       | Safe      |
| Top 7  | "Basang-Basa Sa Ulan"                                        | Aegis                          | 4       | Bottom 2  |
| Top 6  | "Narda" (performed with Gian Magdangal)                      | Kamikazee                      | 1       | Safe      |
| Top 4  | "Huling El Bimbo" "I'll Be There for You" "Awit ng Kabataan" | Eraserheads Bon Jovi Rivermaya | 4 2 4   | Runner-Up |

## Filmografía

### Televisión
| Año          | Título                                     | Personaje           | Canal       |
| 2009         | Are You The Next Big Star?                 | Himself/Finalist    | GMA Network |
| 2009         | SOP Fully Charged                          | Himself/Performer   | GMA Network |
| 2010         | Your Song Presents: Maling Akala           | Lawrence            | ABS-CBN     |
| 2010         | Wansapanataym: Zoila's Valentina           | Robert/Bobot        | ABS-CBN     |
| 2011         | Precious Hearts Romances Presents: Mana Po | Bob                 | ABS-CBN     |
| 2011–present | ASAP                                       | Himself and Co Host | ABS-CBN     |
| 2011         | Mula Sa Puso                               | Thaddeus            | ABS-CBN     |
| 2011         | Reputasyon                                 | Manuel              | ABS-CBN     |
| 2011         | Wansapanataym: Darmo Adarna                | Migs                | ABS-CBN     |
| 2012         | Mundo Man ay Magunaw                       | Mike Sarmiento      | ABS-CBN     |

### Películas
| Año  | Título                      | Personaje | Compañía                  |
| ---- | --------------------------- | --------- | ------------------------- |
| 2009 | Shake, Rattle & Roll XI     | Jake      | Regal Films               |
| 2008 | My Best Friend's Girlfriend | TBA       | GMA Films and Regal Films |
| 2008 | Manay Po! 2:Overload        | Rainier   | Regal Entertainment       |
| 2008 | One True Love               | Mike      | GMA Films and Regal Films |
| 2008 | Desperadas 2                | Norman    | Regal Entertainment       |